# Rudolf Lentzsch
Rudolf Lentzsch (* 7. November 1900 in Torgelow (Kreis Ueckermünde); † 29. April 1945 in Berlin) war ein deutscher kommunistischer Gewerkschaftsfunktionär und Widerstandskämpfer gegen das NS-Regime.

## Leben
Lentzsch wuchs in einer sozialdemokratisch orientierten Familie auf. Nach dem Besuch der Schule erlernte er den Beruf eines Eisenformers. In jungen Jahren organisierte sich Lentzsch im Deutschen Metallarbeiter-Verbandes (DMV). Während des Ersten Weltkrieges trat Lentzsch in die USPD ein, später war er einer der Mitbegründer der KPD-Ortsgruppe in Torgelow.
1924/25 zog Lentzsch aus Arbeitsmangel nach Berlin. Neben der KPD war er hier besonders im DMV aktiv. Lentzsch wurde leitender Funktionär der Branche der Eisenformer im Berliner DMV. Ab 1928 unterstützte Lentzsch die Revolutionäre Gewerkschafts-Opposition (RGO), weshalb er noch im gleichen Jahr aus dem DMV ausgeschlossen wurde. Zwischenzeitlich übernahm Lentzsch Funktionen in der RGO in Halle und Merseburg, doch Mitte 1930 kehrte er nach Berlin zurück.
Anfang November 1930 war Lentzsch Gründungsmitglied des Einheitsverbandes der Metallarbeiter Berlins (EVMB), des ersten eigenständigen „roten Verbandes“ der RGO. Für den EVMB übernahm er eine Reihe an Funktionen. Zudem übernahm Lentzsch gleichzeitig Funktionen in der Reichsindustriegruppenleitung Metall der RGO. In diesem Zusammenhang war er in zahlreiche Konflikte mit der KPD-Führung involviert.
Nach der Machtübernahme der Nationalsozialisten und dem faktischen Verbot des EVMB infolge der Reichstagsbrandverordnung wurde Rudolf Lentzsch der führende Kopf der EVMB-„Widerstandsorganisation“. Vom 22. März bis 11. Mai 1933 wurde er von den Nationalsozialisten in „Schutzhaft“ genommen. Ab Juni/Juli 1933 beteiligte er sich dennoch besonders aktiv am Wiederaufbau des EVMB in der Illegalität. Ihm zur Seite standen die Instrukteure Walter Kautz, August Bolte, Oskar Walz und Wilhelm Bielefeld, die die Koordination der illegalen Arbeit in mehreren Bezirken übernahmen.
Lentzsch wurde der Leiter des illegalen EVMB, der aufgrund der intensiven Arbeit der Instrukteure und Bezirksleiter nach Angaben der Gestapo bis zu 1000 Kommunisten in der Illegalität organisiert haben soll. Lentzsch beteiligte sich an der Verteilung unregelmäßig herausgegebener illegaler Schriften, an der Kassierung von Beiträgen und Spenden, um die illegale Arbeit zu finanzieren, und an der Sammlung von Stimmungsberichten und anderen Informationen aus den Betrieben. Sein Ziel blieb die revolutionäre Überwindung des NS-Regimes und der Aufbau einer kommunistischen Gesellschaftsordnung.
Am 14. Dezember 1933 nahm die Gestapo Rudolf Lentzsch fest. Er wurde am gleichen Tage in das KZ Columbia überführt, wo er bis zum 5. Januar 1934 inhaftiert blieb. Vom 5. bis 19. Januar 1934 war Lentzsch Häftling des KZ Oranienburg. Mehrfach wurde er misshandelt. Anschließend war Lentzsch im Untersuchungsgefängnis Moabit inhaftiert und wartete auf seinen Prozess wegen der Fortsetzung illegaler Aktivitäten für den EVMB.
Am 19. Juni 1934 verurteilte das Berliner Kammergericht Rudolf Lentzsch wegen „Vorbereitung zum Hochverrat“ zu drei Jahren Zuchthausstrafe. Die Zeit der Untersuchungshaft wurde auf die Gesamthaftzeit angerechnet. Lentzsch verbrachte die anschließende Haftzeit im Zuchthaus Brandenburg-Görden. Seine Ehefrau trennte sich in dieser Zeit von ihm, sein Sohn wurde ihm entzogen. Obwohl Lentzsch Anfang 1937 die reguläre Haftzeit verbüßt hatte, wurde er am 20. Januar 1937 als „Schutzhäftling“ in das KZ Sachsenhausen überführt. Am 29. Dezember 1938 endete dort seine Inhaftierung, er wurde auf freien Fuß gesetzt.
Nach der Entlassung setzte Lentzsch trotz der Gefahren illegale Tätigkeiten im Umfeld kommunistischer Widerstandszirkel in Berlin fort. Er fand zunächst nur schwer eine neue Arbeitsstelle und musste sich zeitweise mit Gelegenheitsarbeiten den Lebensunterhalt finanzieren. Da er als „wehrunwürdig“ galt, blieb Lentzsch eine Teilnahme am Zweiten Weltkrieg erspart. Er heiratete erneut, eine langjährige Freundin aus der illegalen KPD, Ella Wolke.
Kurz vor Kriegsende, in den Abendstunden des 27. April 1945, wurde Lentzsch in Berlin-Prenzlauer Berg vor seiner Wohnung auf die Straße gelockt. Lentzsch war zuvor von unten versprochen worden, ihm Lebensmittel zu übergeben. Als er unten ankam und auf der Straße stand, entriss ihm ein sowjetischer Soldat seine Lederjacke. Der sowjetische Soldat soll einen Schuss auf Lentzsch abgegeben haben. Zwei Tage später starb Lentzsch an den Folgen der Schussverletzung.

## Wertung der Todesumstände
Die Historiker Siegfried Mielke und Stefan Heinz gehen in ihren biografischen Studien zum Lebensweg von Rudolf Lentzsch davon aus, dass die „Umstände des Todes“ und die problematische Ausrichtung des „roten Verbandes“ EVMB dazu beitrugen, dass Lentzsch, obwohl „treibende Kraft bei den Aktivitäten des illegalen Einheitsverbandes der Metallarbeiter Berlins (EVMB), einer der größten gewerkschaftlichen Widerstandsgruppen“, selbst in der vergleichsweise umfangreichen und auf den kommunistischen Widerstand fixierten DDR-Widerstandsforschung so gut wie keine Rolle spielte. Eine Auseinandersetzung mit der Biographie von Lentzsch hätte laut Mielke und Heinz ein Tabu gebrochen, „sich mit Vergehen der sowjetischen Befreiungsarmee“ zu befassen. Nach „offizieller Sprachregelung“, die selbst die Mutter von Rudolf Lentzsch übernommen haben soll, sei ihr Sohn Rudolf Lentzsch durch „einen tragischen Unglücksfall“ ums Leben gekommen, sodass er „den Sieg der Roten Armee nicht mehr erlebte“, so Mielke und Heinz in einem biografischen Abriss, der sich auf Archivmaterialien stützt.

## Belege
1. 1 2  Vgl. – Kurzbiografie von Rudolf Lentzsch in der Internetausstellung über politische Häftlinge im KZ Oranienburg

| Personendaten    | Personendaten                                |
| ---------------- | -------------------------------------------- |
| NAME             | Lentzsch, Rudolf                             |
| ALTERNATIVNAMEN  | Rudolf Adolf Emil                            |
| KURZBESCHREIBUNG | deutscher kommunistischer Widerstandskämpfer |
| GEBURTSDATUM     | 7. November 1900                             |
| GEBURTSORT       | Torgelow                                     |
| STERBEDATUM      | 29. April 1945                               |
| STERBEORT        | Berlin                                       |